# Wilhelm Foissner
Wilhelm Foissner, né le 18 août 1948 à Wartberg ob der Aist, en Autriche et mort le 20 mars 2020 est un biologiste autrichien. Professeur d'université travaillant à Salzbourg, il est l'un des plus grands spécialistes mondiaux de la taxinomie et de la biologie des Ciliés.

## Vie et œuvre

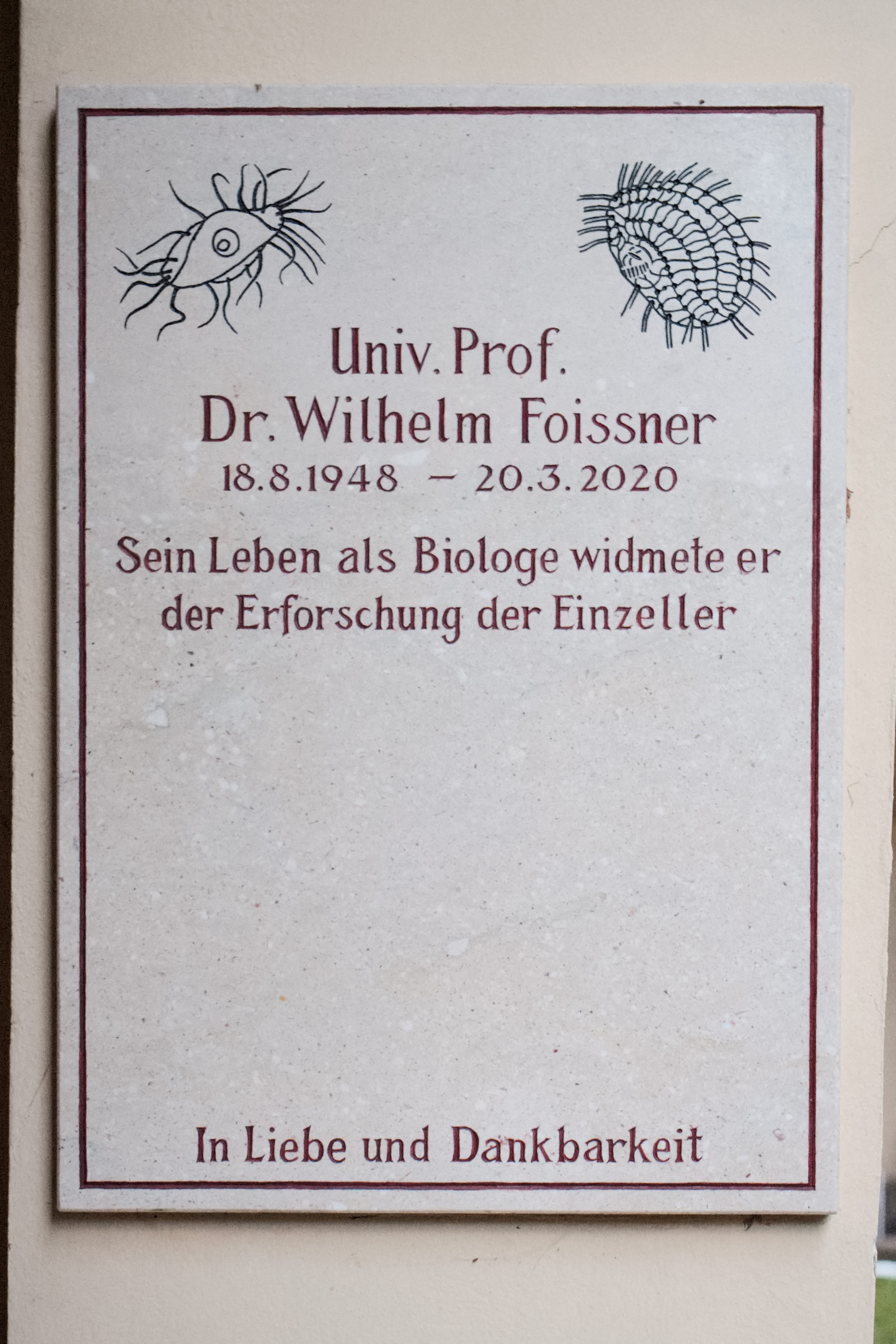
Plaque funéraire au cimetière Sebastiansfriedhof de Salzbourg.

Wilhelm Foissner naît en 1948 à Wartberg ob der Aist en Haute-Autriche, fils d'Anton Foissner, fonctionnaire des chemins de fer fédéraux, et de son épouse Maria Foissner. Après l'école primaire, il commence une formation de menuisier, qu'il termine par un examen de compagnon. Il est ensuite assistant en laboratoire médical. Il passe le baccalauréat externe en 1973 et travaille ensuite comme professeur de microscopie et de photographie à l'hôpital de Linz jusqu'en 1980. Parallèlement, Foissner étudie la zoologie et la botanique à l'université de Salzbourg, où il obtient son doctorat en 1979. En 1980, Foissner devient assistant, puis, après son habilitation en 1982, professeur à l'institut de zoologie de l'université de Salzbourg en 1987. De 1996 à 1999, après trois ans de vice-présidence, Foissner est président de la Société allemande de protozoologie. En 2006, il devient président de la Société internationale de protozoologie, active dans le monde entier.
L'œuvre de Foissner est récompensée par des distinctions et des hommages. La « Fondation Ilse et Wilhelm Foissner » porte le nom du ciliatologue et de son épouse. Elle décerne des prix et soutient des projets internationaux.
L'activité scientifique de Wilhelm Foissner comprend environ deux-cent conférences, dix livres et bien six-cent publications, dont la plupart publiées dans des revues spécialisées de renommée internationale. Environ cinq-cent nouvelles espèces, de nombreux nouveaux genres, familles et ordres ont été découverts par Foissner. Cette performance scientifique fait de lui un spécialiste mondial des protozoaires.
Le domaine de travail de Wilhelm Foissner est celui des organismes unicellulaires (protozoaires), et plus particulièrement des Ciliés (Ciliophora) et des amibes à coquille. Son travail comprend des études sur la biodiversité, la morphologie, la taxinomie, la phylogénie et l'écologie des microorganismes.

## Distinctions
- 1980 Prix Christian Doppler du Land de Salzbourg
- 1985 Prix Sandoz (Vienne)
- 1986 Prix Tratz (Salzbourg)
- 1992 Prix Stiegl pour la protection de l'eau (Salzbourg)
- 1999 Prix culturel du Land de Haute-Autriche
- 2003 Médaille culturelle de la Haute-Autriche[3]

## Taxons nommés en son honneur
- Aegyria foissneri Qu, Ma, Al-Farraj, Lin & Hu, 2017
- Anteholosticha foissneri Jung, Omar, Park, Van Nguyen, Jung, Yang & Min, 2021
- Apoamphisiella foissneri Da Silva Paiva & Da Silva-Neto, 2004
- Baikalonis foissneri Yankovskij, 1982
- Baikalonis foissneri Jankowski, 1982
- Bullinularia foissneri Meisterfeld, 2008
- Difflugia foissneri Chardez, 1987
- Enchelyodon foissneri Kovalchuk, 1989
- Epistylis foissneri Wu, Li, Zhang, Hou, Mu, Warren & Lu, 2021
- Euplotes foissneri Valbonesi, Giuseppe, Vallesi & Luporini, 2021
- Foissneria viridis Mirabdullayev 1986
- Gruberia foissneri Chi, Li, Zhang, Ma, Warren, Chen & Song, 2020
- Heleopera foissneri Balik, 1994
- Holosticha foissneri Petz, Song & Wilbert, 1995
- Loxocephalus foissneri Dragesco & Dragesco-Kerneis, 1991
- Paralitonotus foissneri Zhang, Zhao, Chi, Warren, Pan & Song, 2022
- Philodina foissneri Koste, 1996
- Pleuronema foissneri Liu, Liu, Zhang, Lu, Gao, Gu, Al-Farraj, Hu & Song, 2022
- Pseudovorticella foissneri Sun, Song & Xu, 2007
- Semiplatyophrya foissneri Wilbert & Kahan, 1986
- Spathidium foissneri Vd'acny et al., 2006
- Spathidium seppelti foissneri Hlubikova, Vd'acny & Tirjakova, 2006
- Spathidium seppelti foissneri Vd'acny et al., 2006
- Strombidium foissneri Xu, Sun, Song & Warren, 2008
- Tetrahymena foissneri Zhang & Vďačný, 2021
- Zoothamnium foissneri Ji, Song, Al-Rasheid & Sun, 2005